# Alphonse Depuiset
Alphonse Depuiset, eigentlich Louis Marie Alphonse Depuiset, (* 20. September 1822 in Autry, Département Ardennes; † 17. März 1886 in Paris) war ein französischer Entomologe.

## Leben
Depuiset war der Sohn eines Tierpräparators und durch diesen bekam er auch seinen ersten naturwissenschaftlichen Unterricht. War anfangs noch das Interesse allgemein auf die Insektenkunde gerichtet, spezialisierte er sich schon bald auf Schmetterlinge (Lepidoptera).
Um 1840 kam Depuiset nach Paris. Er blieb in der Stadt, und ab 1850 verdiente er seinen Lebensunterhalt als Insektenhändler. Dabei unterstützten ihn Freunde, wie z. B. der Naturwissenschaftler Jean Baptiste Alphonse Dechauffour de Boisduval.

## Schriften (Auswahl)
- Catalogue méthodique des Lépitoptères d’Europe. Rothschild, Paris 1861.
- Description d’une nouvelle espèce de Lepidoptère du g. Papilio, provenant de la Nouvelle-Guinée. Rotschild, Paris 1878.
- Musée entomologique illustré. Histoire naturelle iconographique des insectes. Rotschild, Paris 1876/78

1. Les Coleopteres. 1876.
2. Les Papillons. 1877.
3. Les Insectes. 1878.